# Stiftung Leuchtfeuer
Die Stiftung Leuchtfeuer ist eine gemeinnützige Stiftung zur Förderung von Bildung, Ausbildung, Erziehung und Rehabilitation mit Hauptsitz in Köln. Gegründet wurde sie 2001 von Peer Salström-Leyh. Die Stiftung Leuchtfeuer ist bundesweit an acht Standorten vertreten: Erfurt, Köln, Meckenheim, Naumburg, Osnabrück, Paderborn, Norddeutschland und Würzburg und ein anerkannter Träger der freien Jugendhilfe.
Die Stiftung Leuchtfeuer bietet ein breites Spektrum pädagogischer Angebote (ambulante, teilstationäre und stationäre Hilfen), um eine umfassende und bedarfsgerechte Unterstützung für Kinder, Jugendliche, junge Erwachsene und Familien in herausfordernden Lebenslagen zu leisten.
Sie ist Mitglied im Paritätischen Wohlfahrtsverband und pflegt eine vielseitige Vernetzung mit Partnern wie dem Bundesverband Deutscher Stiftungen, dem Bundesarbeitsgemeinschaft Individualpädagogik e.V., dem Bundesverband Individual- und Erlebnispädagogik e.V., dem Dachverband Gemeindepsychiatrie e.V. sowie dem European Forum for Social Education e.V.